# Kebda Mchermla
Kebda mchermla ou foie en sauce est un plat traditionnel algérien à base de foie, d'ail, d'huile d'olive, d'épices, de tomates et de piments.
Souvent associée à la tradition culinaire algérienne du ramadan ou de l'Aid el kebir. Peut être cuisiné en sauce rouge ou sauce blanche selon les différentes région du pays.

## Description
Le foie en sauce ou, kebda mchermla est un plat algérien que l’on prépare souvent pour l’Aïd, mais pas seulement. Servi également durant le Ramadan et introduit dans la street food algérienne.
Le terme Mchermla ou Mchermel se donne aux plats auxquels on aura ajouté de l’acidité en fin de cuisson en les arrosant de vinaigre ou de jus de citron.
Cette recette est très facile et rapide à préparer, le foie ne doit pas cuire longtemps au risque de se désagréger.
Ingrédients :
- 1 foie de mouton/veau entier, voire même, foie de poulet.
- 1 tête d'ail.
- 1 piment (facultatif).
- 3 tomates mûres (ou tomates en boîte).
- 4 c à s d'huile d'olive.
- 1 c à c de paprika.
- ½ c à c de poivre.
- 1 c à c de sel.
- 1 bonne c à c de cumin.
- 2 c à s de vinaigre ou de citron (pour l’acidité, base de la charmoula).
- Un mélange de persil et coriandre, en botte[2].